# Enoplobranchus sanguineus
Enoplobranchus sanguineus är en ringmaskart som först beskrevs av Addison Emery Verrill 1873.  Enoplobranchus sanguineus ingår i släktet Enoplobranchus och familjen Terebellidae. Inga underarter finns listade i Catalogue of Life.